# 科隆比耶 (納沙泰爾州)
科隆比耶（法語：Colombier，法語發音：[kɔlɔ̃bje] ⓘ）是瑞士納沙泰爾州的一个旧市镇，位於該國西部，面積4.52平方公里，海拔高度457米，2011年人口5,510，三成半人口信奉基督教，人口密度每平方公里1219人。

## 外部連結
- 官方网站